# Gable (architecture)
Ne doit pas être confondu avec galbe.
Pour les articles homonymes, voir Gable.

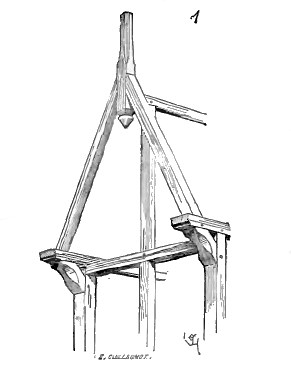
Illustration d'un gable par Viollet-le-Duc.

Le gable (ou gâble, d'un mot pré-latin signifiant fourche) est à l'origine la figure triangulaire formée par les arbalétriers d'une lucarne. Terme de charpenterie, le gâble est originairement la réunion, à leur sommet, de deux pièces de bois inclinées.
Par extension, il désigne également un élément architectural consistant en un couronnement de forme triangulaire souvent ajouré et orné, qui coiffe l'arc d'une voûte ou d'une baie. Les gables sont fréquents sur les portails et les maisons gothiques.
Servant à l'origine à protéger les constructions dont la voûte n'était pas terminée, les gâbles en vinrent à servir d'élément décoratif. Pendant la seconde moitié du XIIIe siècle, les gâbles de pierre devinrent ainsi un motif de décoration souvent employé. Par exemple, les portails nord et sud du transept de la cathédrale Notre-Dame de Paris, dont la construction date de 1257, sont surmontés de gâbles qui ne remplissent aucune fonction utile, mais qui terminent les archivoltes par de grands triangles en partie ajourés, rompant la monotonie des lignes horizontales de ces immenses pignons.
Au XVe siècle, les rampants (versants) des gâbles deviennent plus aigus encore, plus épais, plus chargés de moulures, et les découpures intérieures plus ajourées et plus maigres.

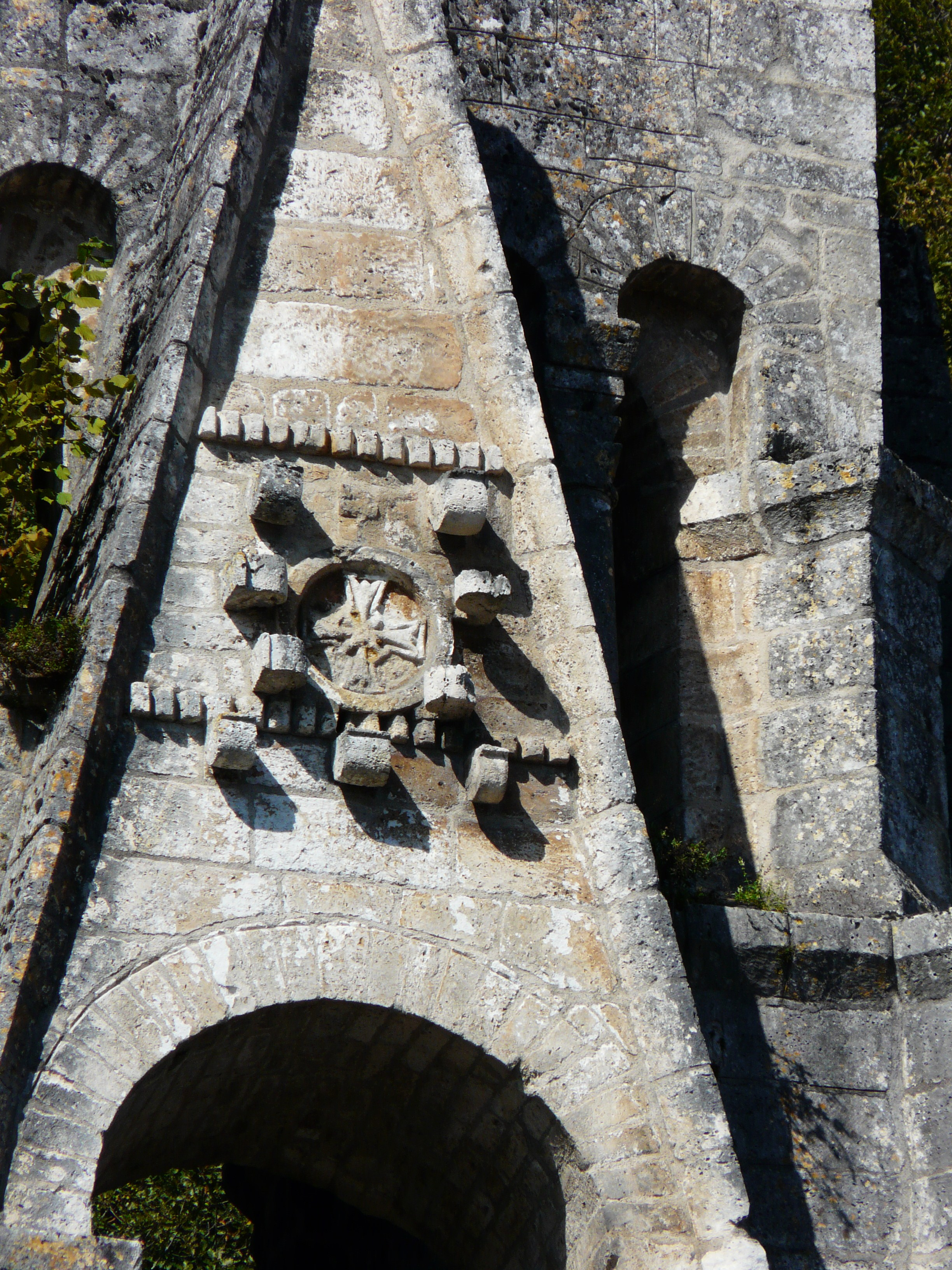
Gable plein du campanile de l'abbaye Saint-Pierre de Brantôme.
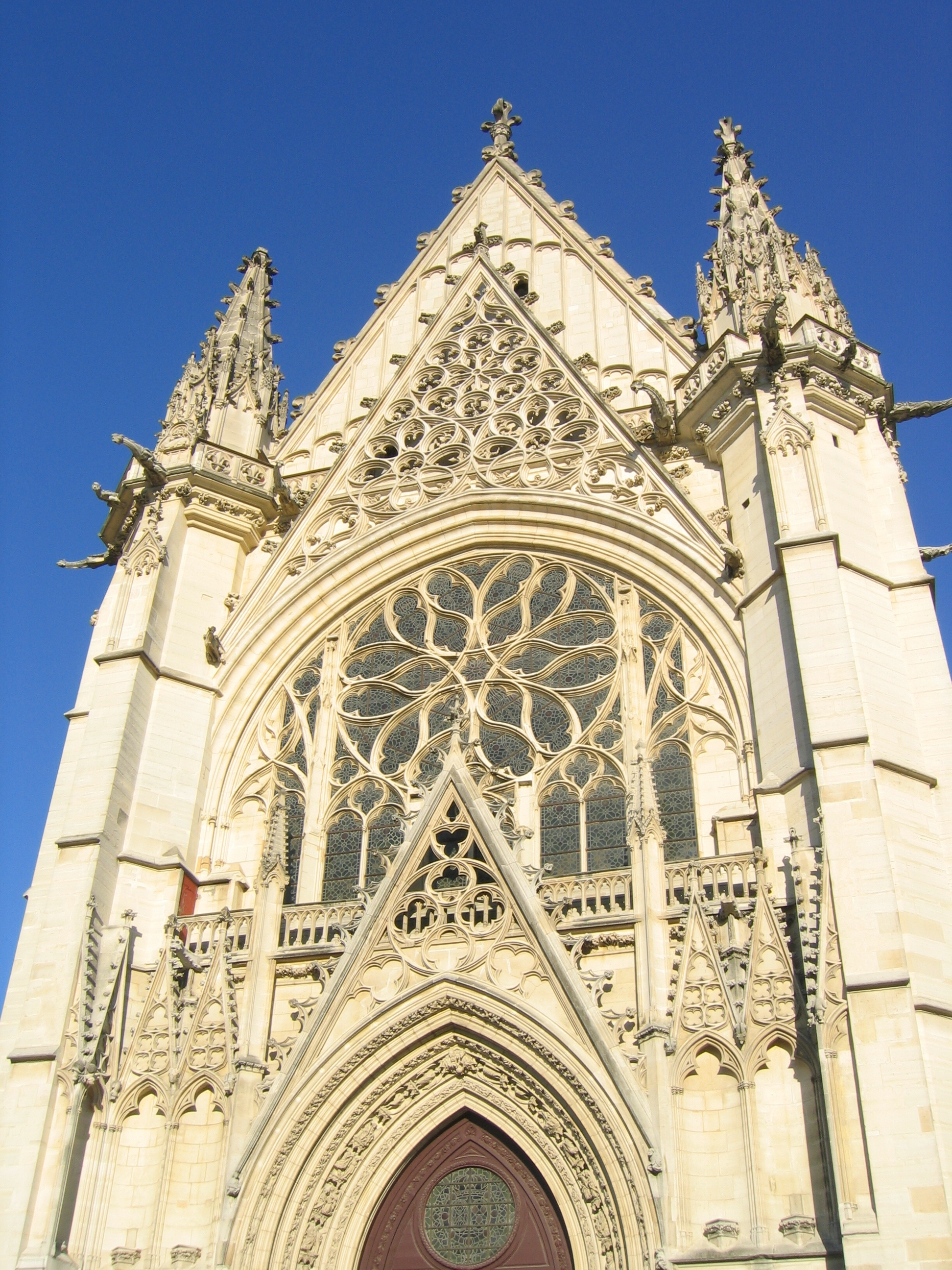
Gables ajourés de la Sainte-Chapelle de Vincennes, chargés d'un réseau de polylobes[2].
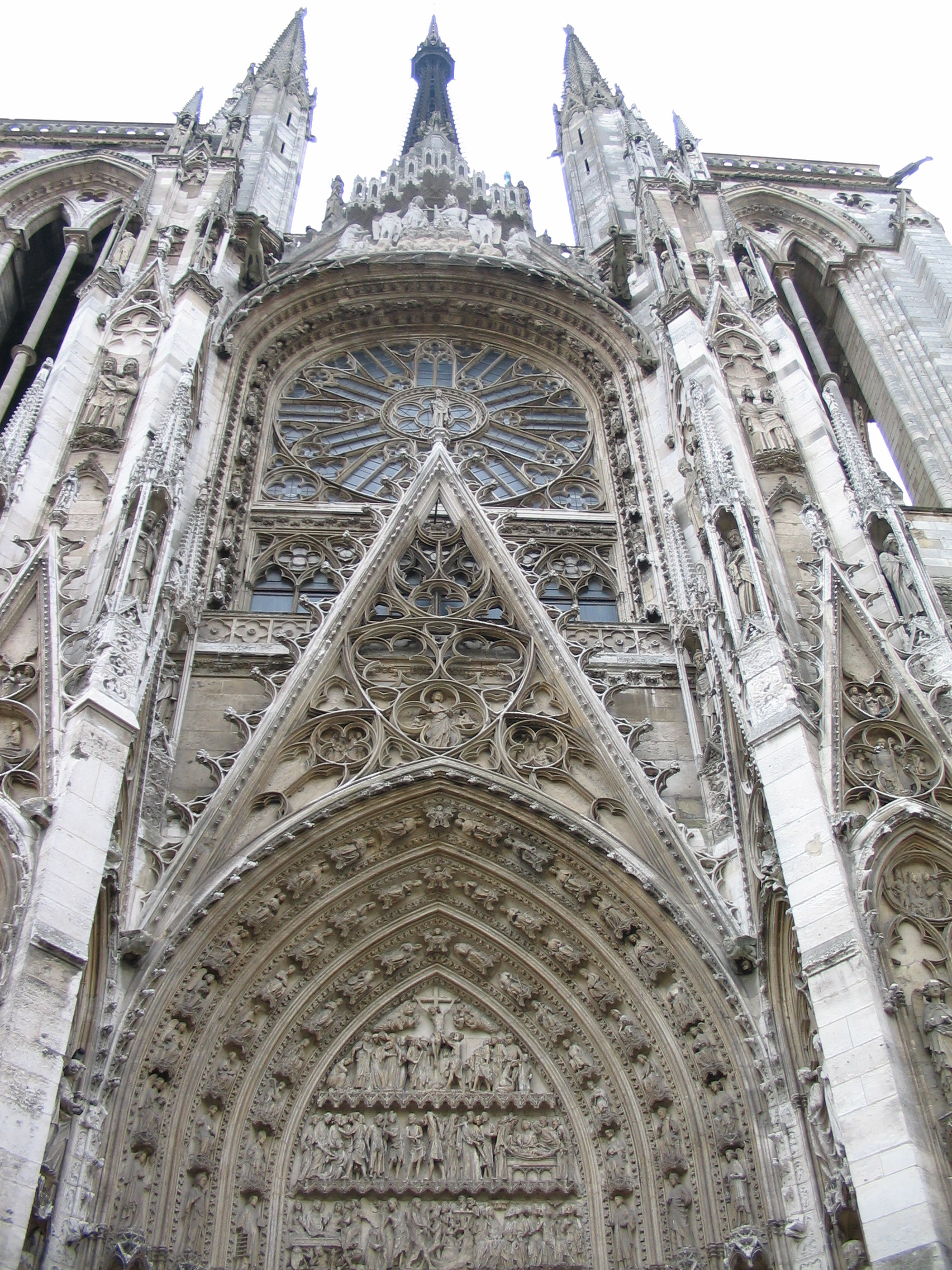
Portail de la Calende de la cathédrale de Rouen : gables sur plusieurs niveaux[3].

## Exemples

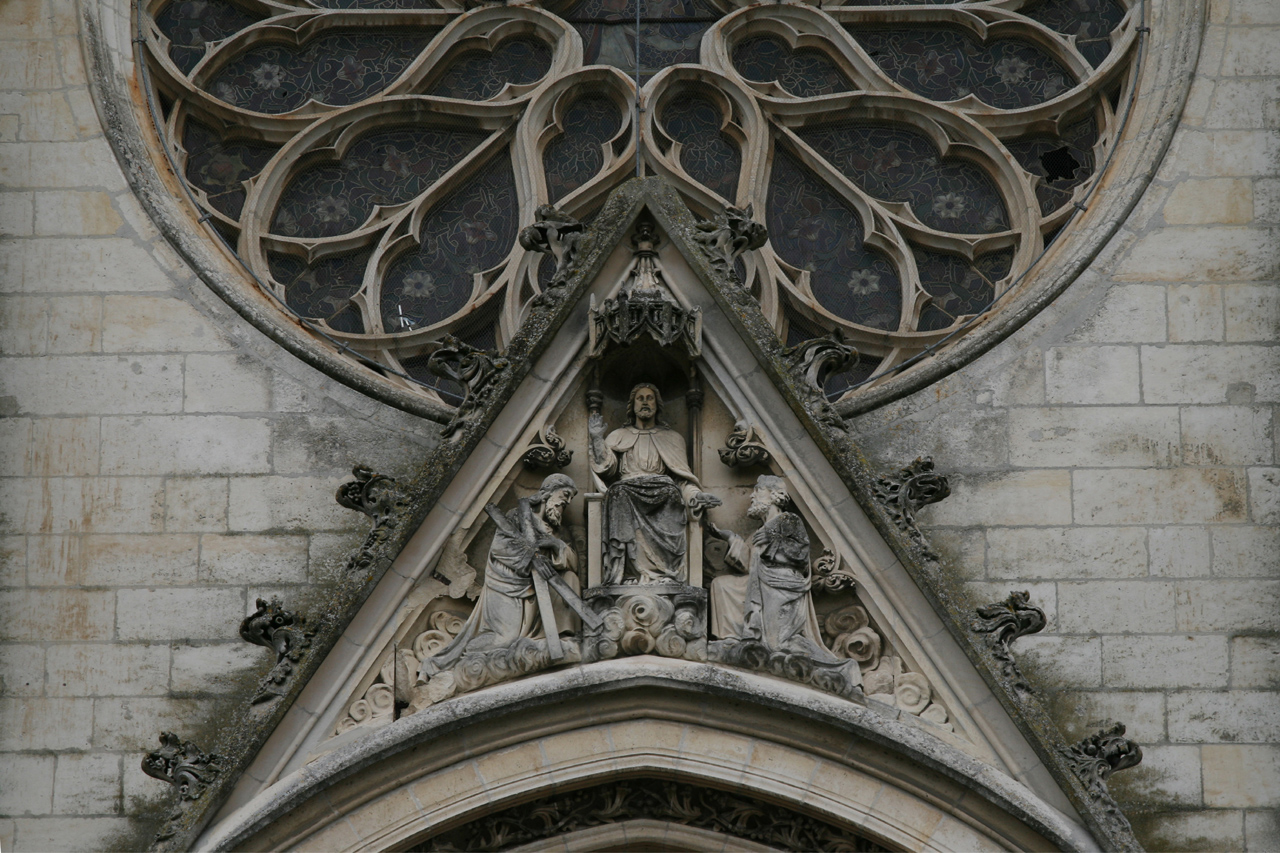
Gable central de l'église Saint-André de Niort.

- Le baptistère de Pise dans les étages gothiques de l'édifice.
- Le Duomo d'Orvieto dans les gables duquel sont insérées des mosaïques monumentales.
- La maison Biebuyck, à Ypres, qui présente un gable caractéristique, au parement décoré d'arcatures hérité de la maison en charpente.